# Österreichisches Schlösschen

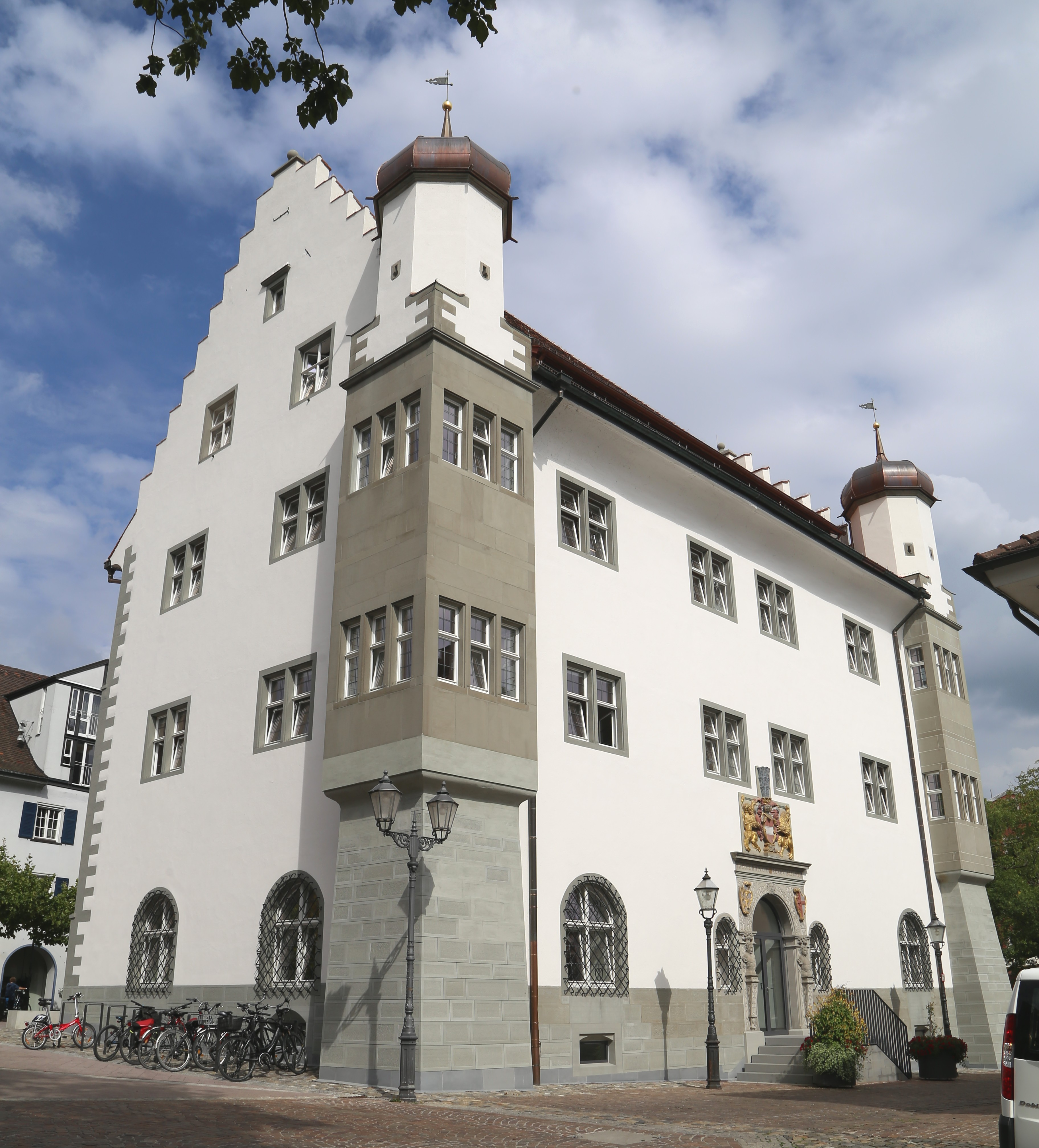
Österreichisches Schlösschen (2015)

Das Österreichische Schlösschen ist ein Schloss in Radolfzell am Bodensee im baden-württembergischen Landkreis Konstanz.

## Lage
Das alleinstehende Baudenkmal befindet sich im Zentrum der Altstadt von Radolfzell an der Adresse Marktplatz 8, im Osten des Marktplatzes, an dem sich auch das Radolfzeller Münster und Rathaus befinden.

## Geschichte
Im Jahre 1619 wurde mit dem Bau des Schlosses an Stelle zweier mittelalterlicher Chorherrenhäuser begonnen, deren Bausubstanz teilweise übernommen wurde. Es sollte dem Erzherzog Leopold V. von Österreich als Stadtschloss dienen, der Bau musste aufgrund der Wirren des Dreißigjährigen Krieges jedoch 1621 eingestellt werden. Das unfertige Gebäude, dessen Gewölbekeller, Erdgeschoss, Umfassungsmauern und Portal bereits errichtet waren, wurde anschließend jahrzehntelang als Weinlager und Speicher genutzt. Im ersten Viertel des 18. Jahrhunderts wurde der Bau mit einigen Änderungen des ursprünglichen Planes vollendet. Seit 1734 wurde das Schloss als Rathaus genutzt, ab 1825 als Schule. Von 1909 bis 1950 befand sich hier die Altertümersammlung, seit 1973 dient es als Stadtbibliothek. 2013/2014 wurde das Gebäude grundlegend für die Zwecke der Bibliothek umgebaut.

## Architektur

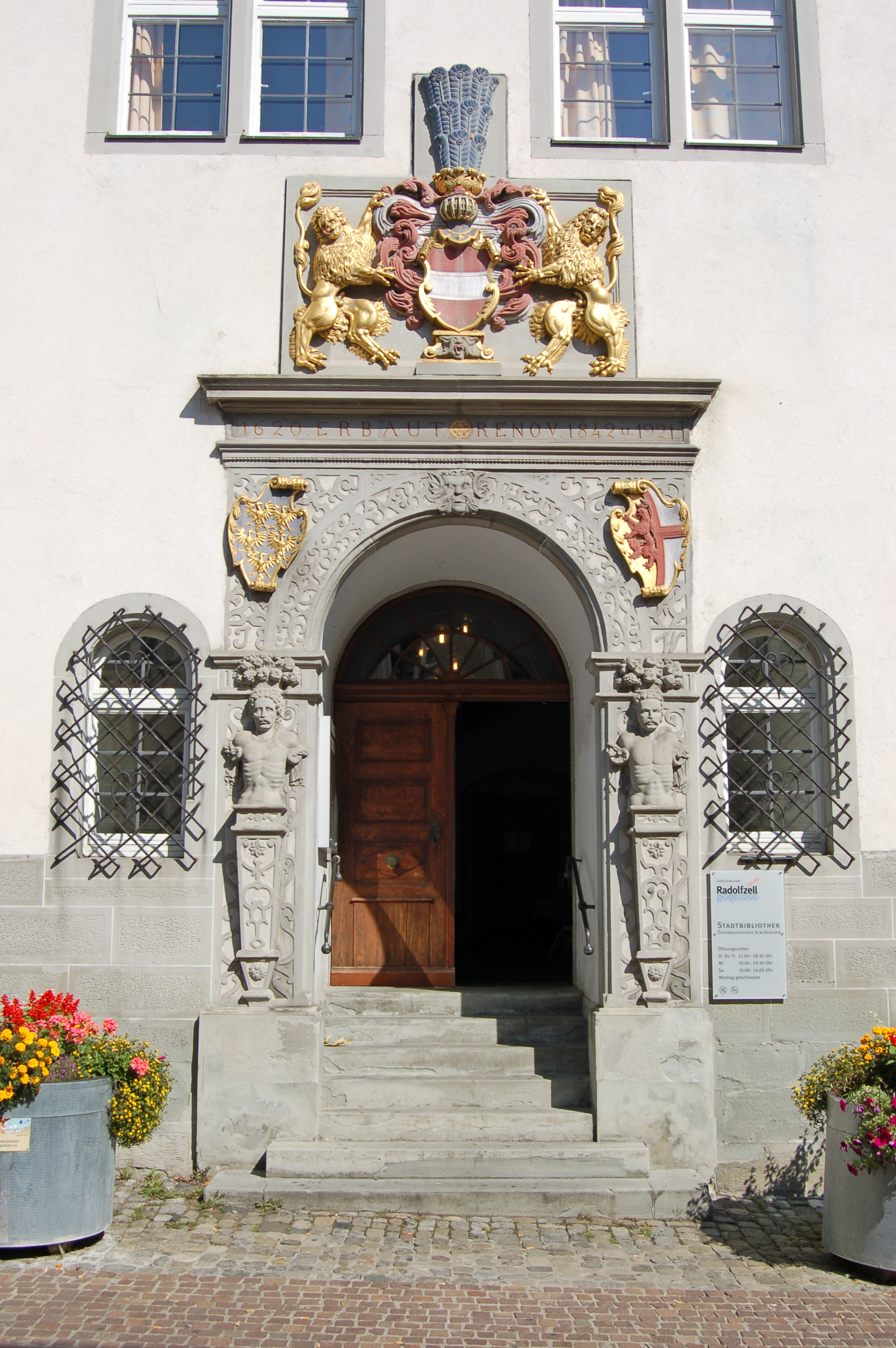
Renaissanceportal

Der repräsentative Staffelgiebelbau mit gekehlten Zwillingsfenstern und hohem Speicherdach, teilweise mit charakteristischen Lüftungsgauben, war ursprünglich wohl als Vierturmanlage geplant, jedoch wurden lediglich zwei quadratische, vorgekragte Südtürme ausgeführt. An der Südseite befindet sich zudem ein mit den Wappenschildern von Altösterreich (heutiges Niederösterreichisches Wappen) und Radolfzell (rechts) sowie dem Österreichischen Bindenschild versehenes Renaissanceportal. Im Inneren sind kreuzgratgewölbte Erdgeschossräume aus dem frühen 17. Jahrhundert zu finden. Die Obergeschosse hingegen weisen Decken mit Bandelwerkstuck auf, welche um 1735 entstanden sind.

## Stadtbibliothek
Die 1938 gegründete Radolfzeller Stadtbibliothek (ISIL: DE-1104), benannt nach dem Dichter Joseph Victor von Scheffel, ist Mitglied des Deutschen Bibliotheksverbands und verfügt über einen Bestand von 44.484 Bänden, 80 laufenden Zeitschriften, 773 E-Books, 128 Landkarten sowie 8697 Tonträgern und 474 Spielen (Stand 2021). Die Bibliothek bezog 1973 das erste Obergeschoss des Gebäudes. 1984 folgten Erweiterungen ins Erdgeschoss und zweite Obergeschoss.